# Niederstedten
Niederstedten ist eine Wüstung im Vordertaunus in der Nähe von Oberstedten und der Wüstung Mittelstedten bei Oberursel. Der Ort existierte bis 1587 und gehörte zum Amt Homburg.
Die älteste erhaltene Erwähnung von Niederstedten stammt von 1263.
1486 verkaufte Gottfried X. von Eppstein mit Einwilligung des Lehensherrn, des hessischen Landgrafen, das Amt Homburg samt den zugehörigen Dörfern – also einschließlich Niederstedten – für 19.000 Gulden an Graf Philipp I. (den Jüngeren) von Hanau-Münzenberg. Die Hanauer Grafen behielten das Amt aber nicht lange. 1504 unterlag Hanau im Landshuter Erbfolgekrieg, Landgraf Wilhelm II. von Hessen dagegen stand auf Seiten der Sieger und beschlagnahmte das Amt. Auf dem Reichstag von Worms kam es 1521 zu einem Vergleich durch die Vermittlung Kaiser Karls V.: Gegen Zahlung einer Summe von 12.000 Gulden verzichteten die Grafen von Hanau auf ihre Ansprüche.
Heute erinnern Straßennamen in Oberstedten und Bad Homburg sowie die Flurbezeichnung Niederstedter Feld an das ehemalige Dorf. Auch beziehen sich die Flurbezeichnungen Kirch, Kirchhof und Kirchhofslinde auf den Ort beziehungsweise auf seine Kirche. Eine um 1600 entstandene Landkarte zeigt noch die Kirchenruine mit dem Lindenbaum.
Laut ihrer Familienchronik gehörten einige Fluren im Dorfbereich der Familie Eisenberger.